# David Leland (attore)
Louis David Leland (Alassio, 6 gennaio 1932 – Los Angeles, 7 novembre 1948) è stato un attore statunitense.

## Biografia
David Leland nacque nel 1932 ad Alassio da Louis F. Leland e Helena M. Leonard, di origine britannica. La famiglia Leland possedeva il palazzo Chiays di Alassio, dove David Leland visse negli anni dell'infanzia con i suoi fratelli  i suoi genitori.
All'inizio degli anni quaranta si trasferì con la famiglia negli Stati Uniti d'America, dove divenne noto nel ruolo di  "Chris" nel film Sempre nei guai (1944) con Stanlio e Ollio. Recitò in seguito in altri due film.
Il 30 settembre 1948, fu ricoverato al California Burbank Hospital a causa di appendicite acuta, aggravata da una peritonite purulenta, e il successivo 12 ottobre subì un intervento chirurgico. Il 7 novembre 1948 morì per una setticemia causata da enfisema, molteplici ascessi e polmonite. Fu sepolto al Forest Lawn Memorial Park a Glendale, California.

## Filmografia

### Cinema
- Sempre nei guai (Nothing but Trouble), regia di Sam Taylor (1944)
- Un'ora prima dell'alba (The Hour Before the Dawn), regia di Frank Tuttle (1944)
- Nelle tenebre della metropoli (Hangover Square), regia di John Brahm (1945)

### Televisione
- Ricercato vivo o morto (Wanted: Dead or Alive) – serie TV, episodio 2x09 (1959)